# Ermin Šiljak
Ermin Šiljak (Ljubljana, 1973. május 11. –), szlovén válogatott labdarúgó.
A szlovén válogatott tagjaként részt vett a 2000-es Európa-bajnokságon.

## Sikerei, díjai
Olimpija Ljubljana
- Szlovén bajnok (1): 1994–95
- Szlovén kupagyőztes (1): 1995–96

Servette
- Svájci bajnok (1): 1998–99
- Svájci kupagyőztes (1): 2000–01

Egyéni
A szlovén bajnokság gólkirálya (1): 1995–96 (28 gól)